# 関口産業
関口産業株式会社（せきぐちさんぎょう、英: SEKIGUCHI SANGYO CO., LTD）は、埼玉県東松山市に本社を置く冷間鍛造及び精密機械での加工（切削加工）を手がける金属製品メーカー。

## 概要
主に自動車に使用される部品の製造を行っており、特にパワーステアリングやエンジン、ミッション部品を生産している。
材質は主に鉄・アルミ・ステンレスで、加工方法は冷間鍛造による素材加工から精密機械加工まで一貫生産体制を備えている。
また、解析技術による「メタルフォーミングプロセスシミュレーション」を活用し、最適な工程の構築、試作時間の短縮、金型寿命の向上を図り、部品軽量化の研究開発も独自に進めている。

## 沿革

### 略歴
1937年に創業者・関口孝作が関口織物工業を創立したのが始まりである。

### 年表
- 1937年（昭和12年）8月 - 現在の埼玉県東松山市大字下唐子において関口織物工業を創業。
- 1960年（昭和35年）4月 - 織物工場より転業し、関口産業有限会社を設立。自動車部品の生産開始。
- 1970年（昭和45年）8月 - 資本金1,800万円に増資。
- 1971年（昭和46年）10月 - 商号を関口産業株式会社に変更。
- 1980年（昭和55年）9月 - 需要拡大のため設備の増強を図り、660m2の工場を増設。
- 1982年（昭和57年）4月 - 塑性加工導入のため300m2の工場を増設。800トン・630トン・150トンプレス3台と光輝焼鈍炉、ショットブラスト設備。ボンデライト処理設備を導入しプレスライン完成。
- 1988年（昭和63年）6月 - 300m2のプレス工場を増設。
- 1990年（平成2年）10月 - 冷間鍛造用油圧トランスファー600トンプレス・トランスファー400トンプレス、250トンプレスを増設。
- 1996年（平成8年）3月 - 自動車機器株式会社（現・日立Astemo株式会社）より技術開発優秀賞を受賞。
- 2000年（平成12年）4月 - ISO9001認証取得。
- 2004年（平成16年）1月 - 冷間鍛造用トランスファー630トンプレスを増設。
- 2005年（平成17年）4月 - 冷間鍛造用トランスファー400トンプレスを増設。
- 2007年（平成19年）
  - 8月 - 250m2の機械加工工場を増設。
  - 11月 - ISO14001認証取得。
- 2011年（平成23年）10月 - 埼玉県の「彩の国工場」に指定[3]。
- 2014年（平成26年）
  - 4月 - 日立オートモティブシステムズより優良取引先として表彰。
  - 12月 - 冷間鍛造用トランスファー800トン複動サーボプレスを増設。
- 2015年（平成27年）3月 - 武漢市鉄研汽車零件有限公司と技術提携。
- 2018年（平成30年）11月 - インターンシップ実施。（埼玉県立鳩山高等学校）
- 2019年（令和 元年）5月 - 住友重機械工業よりQCD優秀賞を受賞。
- 2022年（令和4年）3月 - 自家消費型太陽光発電設置（総定格出力:40kW）

## 事業所
- 埼玉県東松山市下唐子1955

## 技術提携先
- 武漢市鉄研汽車零件有限公司
  - 中国・湖北省武漢市新洲区陽羅開発区金陽二路

## 企業理念
経営方針
顧客の要求を満足させるため、製造技術の向上と信頼される品質を提供し、国際的に高い評価を得るよう努める。